# Pineapple Lake
Pineapple Lake är en sjö i Antarktis. Den ligger i Östantarktis. Australien gör anspråk på området. Pineapple Lake ligger 2 meter över havet.